# Ксения Хоменко
Ксения Евсеевна Хоменко е съветски и украински психолог, последовател на Виготски и представител на Харковската психологическа школа.

## Научна дейност
Започва научната си дейност през 1930 г. в състава на Харковската група психолози под ръководството на Алексей Леонтиев и Александър Запорожец. Провежда изследвания за развитието на понятието в процеса на училищното обучение, изучава въпросите за възникването на нагледно-действеното мислене у детето, а също изследва и произхода на естетичното възприятие при детето.
В следвоенния период изучава проблема за развитието на личността на ученика във връзка със задачите за съставяне на психолого-педагогическа характеристика на учащите. Разработва програми и методически указания за съставяне на характеристики на учениците в средните класове.

## Основни публикации
- Хоменко, К. Е. (1935). Сравнительное исследование „экспериментальных понятий“ и понятий, усвоенных ребенком в школе. Сборник исследований харьковской группы; не был опубликован
- Хоменко, К. Е. (1939). Восприятие изображения пространственных и перспективных отношений у детей младшего возраста. Научные записки Харьковского педагогического института, т. I -- Научные записки Харьковского педагогического института, 1941, т. VI?
- Хоменко, К. Е. (1940). Розвиток естетичного сприймання у дитини: Наукова сесія ХДПI.— Харків, 1940.— 35 с
- Хоменко К. Е. (1941). Понимание художественного образа детьми младшего возраста. Научные записки Харьковского педагогического института, 1941, т. VI
- Хоменко, К. Е. (1941). Возникновение наглядно-действенного мышления у ребёнка. Труды республиканской конференции по педагогике и психологии. Киев, 1941, т. 2, с. 128 – 133 (на укр. яз.). -- Published in English as -- Khomenko, K. E. (1941/1979 – 1980). The emergence of visual-imagic thought in the child. Soviet psychology, 18(2), 37 – 46.
- Дубовис, Д. М. & Хоменко, К. Е. (1985). Вопросы психологии художественного восприятия в трудах А. В. Запорожца (К 80-летию со дня рождения). Вопросы психологии, 1985, #5